# 冬瓜盅

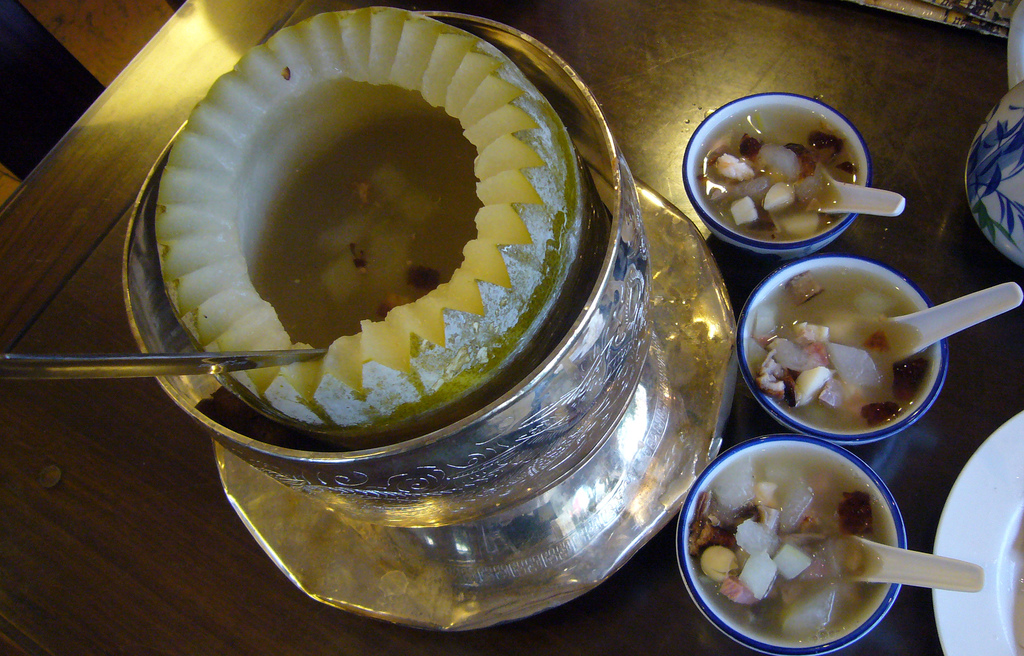
冬瓜盅

冬瓜盅（とうがんちゅう、トンクワチョン）は、中国の広東料理で見られるトウガンを器にした料理であり、特に宴会の場で好まれて食される。
具材としては中国ハム、シイタケ、魚介類などが多く用いられる。冬瓜のワタを抉り取った後、具とスープを果実の中に入れ、全体を蒸しあげて作られ、食べるときには内側の果肉をスプーンでえぐって碗に盛り、中のスープを具材ごと注ぎ入れる。類似の料理としては 椰子の実を器にした広東料理の「椰子燉鶏盅」、メロンを器にした湖南料理の「香瓜八宝鶏盅」などがよく知られている。また茶として飲むこともあり、特に台湾料理では冬瓜に砂糖を加えた水で煮込んだものが好んで飲まれる。

## 歴史
中国孔府菜研究会が編んだ『中国孔府菜譜』に掲載されている「一卵孵双鳳」は清の同治年間に考案されており、レシピがくりぬいた西瓜の中に二匹の若鶏を詰めて酒を少量加え、西瓜ごと蒸しあげるというものであることから、冬瓜盅はこれに由来すると考えられている。これが清朝の宮廷料理として作られるようになると、レシピがより洗練され、丸ごと使っていた鶏はさいの目に切られるようになり、また多種多様な食材と組み合わせられるようになり、料理名も「西瓜盅」と命名された。現在の冬瓜盅は「西瓜盅」が直接変化したとも、宮廷料理の中で新たに「冬瓜盅」が考案されたとも言われている。